# Ichthyophis acuminatus
Espèce
Statut de conservation UICN

 DD  : Données insuffisantes
Ichthyophis acuminatus est une espèce de gymnophiones de la famille des Ichthyophiidae. 

## Répartition
Cette espèce est endémique de Thaïlande.  Elle se rencontre dans les provinces de Chiang Mai et de Lamphun.

## Publication originale
- Taylor, 1960 : On the caecilian species Ichthyophis glutinosus and Ichthyophis monochrous, with description of related species. University of Kansas Science Bulletin, vol. 40, no 4, p. 37-120 (texte intégral).